# Batch (Novatsi)
Pour les articles homonymes, voir Batch.
Batch (en macédonien Бач) est un village du sud de la Macédoine du Nord, situé dans la municipalité de Novatsi. Le village comptait 172 habitants en 2002.

## Démographie
Lors du recensement de 2002, le village comptait :
- Macédoniens : 171
- Serbes : 1